# Míssil aeri no controlable

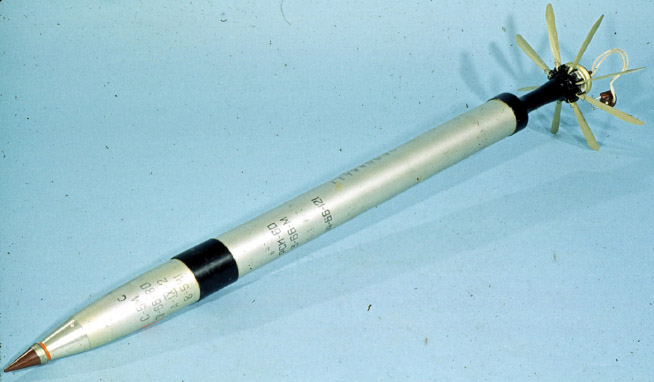
Coet no-controlable S-5

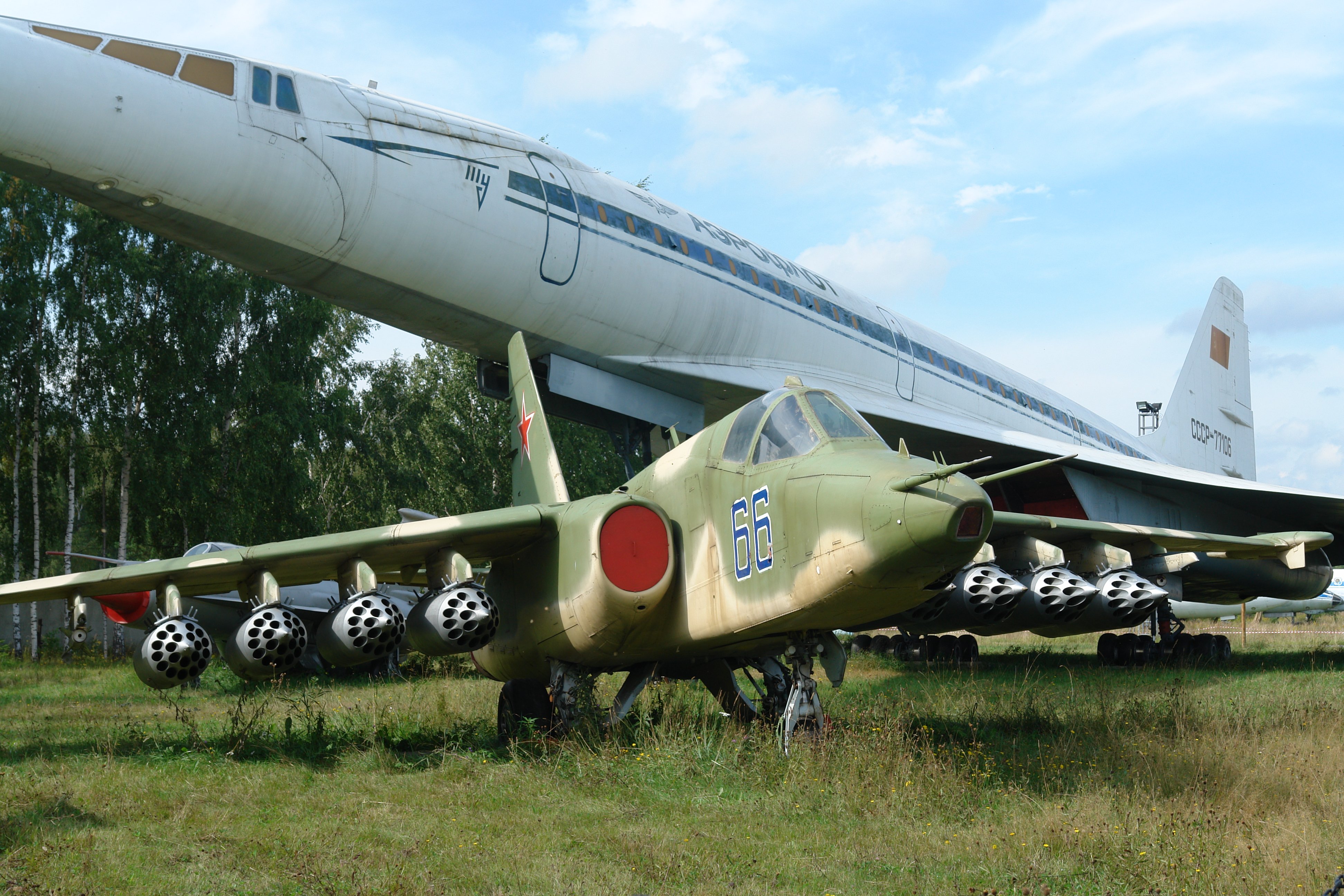
Sukhoi Su-25

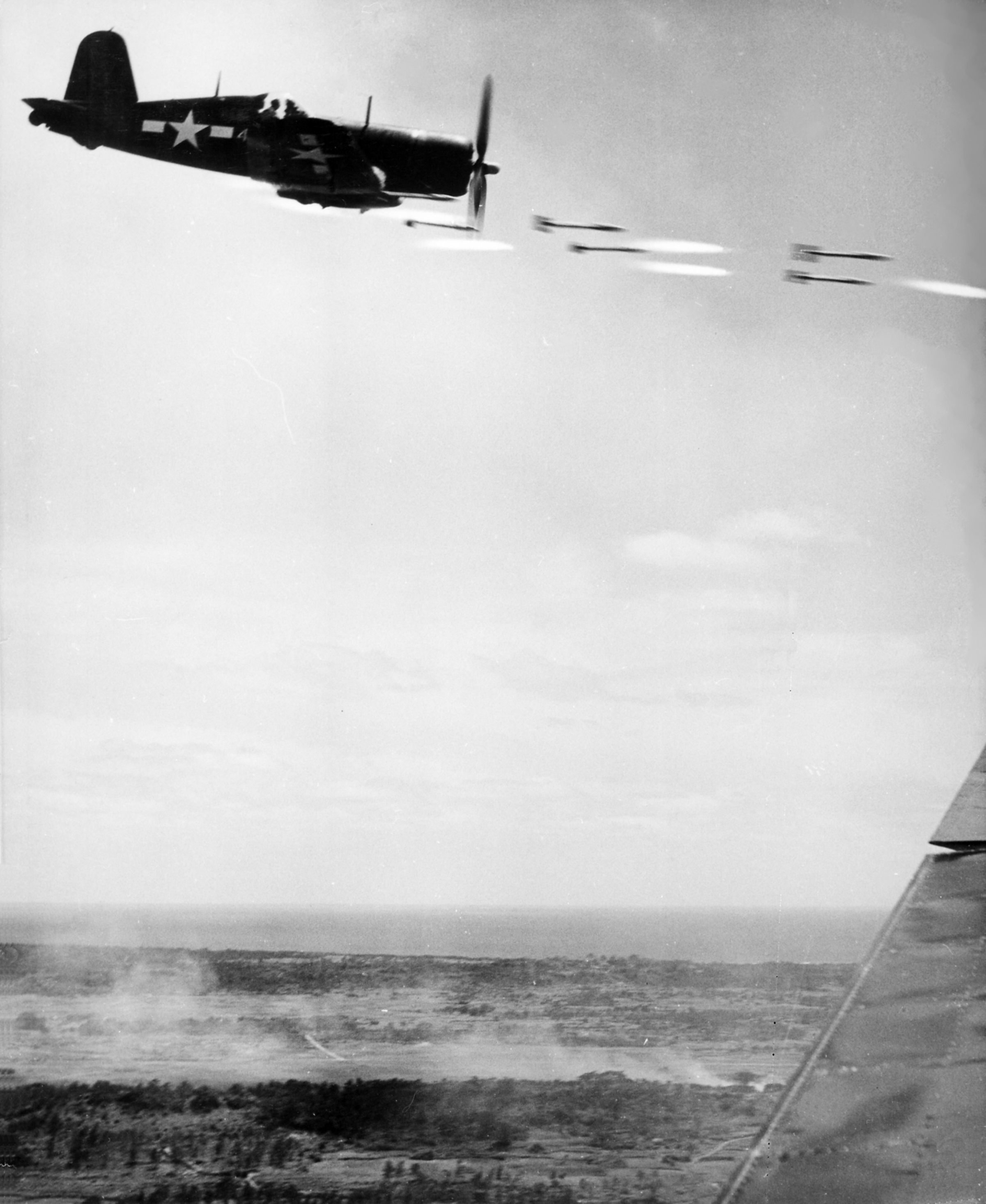
Avió nord-americà "Chance-Vought F4U Corsair" realitza míssils de foc, tropes de suport a la batalla d'Okinawa

Un míssil aeri no controlable (abr. — CANC) — és un tipus de mitjans aeris de combat que després d'iniciar-se el coet fa un vol incontrolable.Марковский К., Перов М. Наследники «ЭрЭсов» (рус.) // Крылья Родины. — М., 1994. — № 10. — С. 21-23. — ISSN 0130-2701.